# Maserati Barchetta
Der Maserati Barchetta war ein von dem italienischen Automobilhersteller Maserati von 1992 bis 93 produzierter Mittelmotor-Roadster.
Gedacht war der am 14. Dezember 1991, dem 77. Jahrestag der Maserati-Gründung, erstmals vorgestellte Barchetta in erster Linie für den 1992 und 1993 ausgetragenen internationalen Barchetta-Markenpokal (Grantrofeo Barchetta).
Rückgrat des Barchetta war ein Zentralrohrrahmen aus Aluminium und Verbundwerkstoffen mit integriertem Benzintank; diese Konstruktion ging auf den Ende 1990 gezeigten Prototyp Maserati Chubasco zurück. Die aus drei getrennten Schalen bestehende Karosserie war ebenfalls aus kohlenstofffaserverstärktem Kunststoff gefertigt. Das Fahrwerk war an der zeitgenössischer Formel-1-Technik orientiert: alle Räder waren einzeln an doppelten Dreiecksquerlenkern aufgehängt, die innenliegenden Federbeine wurden über Schubstangen betätigt (vorn „Pushrods“ und hinten „Pullrods“).
Angetrieben wurde der Barchetta von einer 232 kW (315 PS) starken Version des Zweiliter-V6 aus dem Maserati Biturbo, der seine Kraft über ein Getrag-Sechsganggetriebe an die Hinterräder abgab.
Vom Barchetta entstanden insgesamt 17 Exemplare.